# World Games 2025/Teilnehmer (Mauritius)
| Gelbes Symbol für Goldmedaillen mit stilisierten Olympischen Ringen | Graues Symbol für Silbermedaillen mit stilisierten Olympischen Ringen | Braundes Symbol für Bronzemedaillen mit stilisierten Olympischen Ringen |
| ------------------------------------------------------------------- | --------------------------------------------------------------------- | ----------------------------------------------------------------------- |
| —                                                                   | —                                                                     | —                                                                       |

Mauritius nahm an den World Games 2025 mit einem Athleten teil.

## Teilnehmer nach Sportarten

### Jiu Jitsu
| Athleten     | Wettbewerb      | Vorrunde           | Vorrunde | Halbfinale    | Halbfinale    | Finale/Platz 3 | Finale/Platz 3 | Rang |
| Athleten     | Wettbewerb      | Gegner             | Erg.     | Gegner        | Erg.          | Gegner         | Erg.           | Rang |
| ------------ | --------------- | ------------------ | -------- | ------------- | ------------- | -------------- | -------------- | ---- |
| Männer       |                 |                    |          |               |               |                |                |      |
| Rayan Progan | Fighting –69 kg | Abu-Bakir Zhanibek | 0:50     | ausgeschieden | ausgeschieden | ausgeschieden  | ausgeschieden  | 5    |
| Rayan Progan | Fighting –69 kg | Farid Ben Ali      | 0:50     | ausgeschieden | ausgeschieden | ausgeschieden  | ausgeschieden  | 5    |